# Semisuturia australis
Semisuturia australis là một loài ruồi trong họ Tachinidae.